# Bezzia excisa
Bezzia excisa är en tvåvingeart som beskrevs av Jean Clastrier 1962.
Bezzia excisa ingår i släktet Bezzia och familjen svidknott. Inga underarter finns listade i Catalogue of Life.